# Gyimesi László Lajos
Gyimesi László (Keszthely, 1948. augusztus 18. – Budapest, 2020. június 24.) magyar író, költő.

## Életpályája
1948-ban született Keszthelyen. Apja Gyimesi Lajos, anyja Horváth Erzsébet, egyetlen élő testvére Gyimesi Endre (*1952). Gyermekkorát szülővárosában, majd Zalaszentgróton töltötte, később Nagykanizsára került, ott érettségizett (vegyipari technikusként), a város pezsgő szellemi élete alapvetően meghatározta világlátását, mindmáig – a balatoni élmények mellett – ez jelenti azt az egyik hátországot, amelybe visszatérhet, visszamenekülhet.
Ipari munkásként, majd műszaki szakemberként került az Óbudai Gázgyárba, ahol a megélhetést jelentő munka mellett újfajta befogadó közegre is talált, a hagyományos szociáldemokrata gyökerű munkásművelődés fellegvárára, s a római emlékeket őrző, s a latin kultúra ápolásával is foglalkozó aquincumi közösségre. Tudatosan készült a pályamódosításra, filozófiát, esztétikát tanult, majd népművelés-pedagógia szakos diplomát szerzett, amelyet andragógia szakkal, később kulturális menedzseri oklevéllel egészített ki. Szinte munkába állása első percétől vállalt népművelői feladatokat, amatőr művészeti mozgalmakban vett részt, íróként, rendezőként alternatív színházak tevékenységébe kapcsolódott be. Első diplomája megszerzése után a Fővárosi Gázművek Művelődési Központjának igazgatója lett, s több mint húsz évig (kényszerű megszüntetéséig) vezette a nagy múltú és mindvégig sikeres intézményt. Ezután rövid ideig egy országos érdekvédelmi szövetség irodavezetője volt, jelenleg – több elkötelezettsége mellett – szabadfoglalkozású író, költő, újságíró, szerkesztő.

## Munkássága
Verseket már – mint csaknem mindenki – kamaszkorában írt, ezeket diáklapokban közölte is. A nagyobb nyilvánosság elé 1966-ban lépett ki, ettől kezdve rendszeresen közölt verseket megyei, ifjúsági, később pedig országos irodalmi és egyéb lapokban. Tagja lett a Magyar Írószövetség ifjúsági szervezetének, több irodalmi, művészeti társaságnak, tevékeny részese volt az 1968-as irodalmi fellendülésnek. 1968-ban összeállított első könyvének megjelenésére mégsem került sor, az induló könyvsorozat megjelenését máig ismeretlen okokból a hatalom meggátolta. Ugyanezt a kötetet később (1971-ben) a Magvető kiadó elfogadta, majd a kiadóvezető egyszemélyes döntéssel visszautasította. A visszautasítással párhuzamosan valamennyi irodalmi folyóirat megtagadta művei közlését, s a rendszerváltás időszakáig – bár szórványosan, folyóiratokban, antológiákban jelentek meg versei –, könyv összeállítására nem gondolhatott. A korai versek, illetve a hallgatás éveiben keletkezett írások azonban nem kallódtak el, ezek adják első két verseskönyvének gerincét.
1993-ban költőbarátai unszolására ismét kísérletet tett egy verseskönyv megjelentetésére, ez sikerült is és azóta meglehetős rendszerességgel adhatta ki könyveit, s jó néhány folyóirat állandó szerzői körébe fogadta. Az első könyv a rövid életű Neapolis kiadónál jelent meg, Idegenvezetés címmel, a kötetet Bella István és Balázs Tibor szerkesztette, s fele részben régi, fele részben új versekből állt. A kötet mind a szakmában, mind a sajtóban, mind a nagyközönség körében tisztes sikert aratott, így rövidesen követhette a második kötet, amelyben az 1966-tól 1993-ig írott versek legjava kapott helyet (A láthatatlan kert – Littera Nova 1994). A könyv megjelenése után a kiadóval exkluzív szerződést kötött, a szépirodalmi műveit azóta elsősorban itt adja ki. 1998-ban két új verseskötete látott napvilágot. Visszatérés Na’Conxipánba címmel 101 négysoros versét jelentette meg, párhuzamosan az Aquincumi ősz című kötetben az utolsó évek termése kapott helyet. 2000-ben adták ki válogatott verseinek gyűjteményét Vándorok nem raknak várat címmel. 2004-ben jelent meg az utolsó évek alkotásait tartalmazó új verseskötete, címe: Falfirkák a közfürdőből, ennek anyaga elsősorban a Parnasszus és az Ezredvég c. folyóiratokban, valamint a költői pályázatok antológiáiban megjelent versekből állt össze. A szerzőt hatszor jutalmazták a Salvatore Quasimodo nemzetközi költői pályázat versenyein, háromszor nyerte el az aranykoszorút (egyszer a bronzot, egyszer az ezüstöt) az aquincumi költői versenyen, több irodalmi társaság díjainak birtokosa. Életművében egyre nagyobb szerepet kapott a próza, két, a publicisztika és az irodalom határvonalán egyensúlyozó tárcanovella-gyűjteményét a KKDSZ Kiadó jelentette meg (Kérdezd meg Bulendát! illetve Még egy kört, Bulenda!  – Sörkeksz a Vakegérből I-II.), 2004-ben megjelent rendhagyó regénye is, Beküldjem értetek a medvét? címen. Második regénye – Akkor most repültem, vagy nem repültem? – 2008-ban látott napvilágot. Kedvező fogadtatásra találtak legutóbbi verseskönyvei is (Az eldöntött idő /2007/, ill a Benéz a szörny is /2008/ – mindkettő a Littera Nova kiadása.
Bár a szerző elsősorban verseiről, költői munkásságáról ismert, de több könyvkiadó munkájában vesz részt, szerkesztője az Accordia, az Alterra, a Littera Nova könyveinek, elsősorban fiatal, pályakezdő tehetségek első könyveinek gondozásával foglalkozik, bár baráti felkérésre jeles, nem egyszer Kossuth-díjas szerzők új műveinek megjelentetése körül is bábáskodik.
A hatvanas évek óta ír és közöl folyamatosan publicisztikai írásokat, irodalmi és képzőművészeti kritikákat, rovata volt a PR Herald c. szakmai folyóiratban, később a Munkalap c. érdekvédelmi havilap kolumnistája lett, az itt megjelent cikkeinek gyűjteménye a Sörkeksz a Vakegérből I-II címmel említett két válogatás. Évekig szerkesztette az Érdek és Érték c. lapot.
Irodalmi és képzőművészeti kritikái több folyóiratban is napvilágot látnak (Ezredvég, Várfok, Új Horizont, Magyar Napló, Dunatáj, Fővárosi Közmű, Érdek és Érték stb.), költőtársáról szóló monográfiája könyv formában is megjelent (Varga Rudolf, a pimasz p/r/olihisztor, Bíbor Kiadó, 2000., folytatása: A póttartalékos pokoljárása, Orpheusz 2008.) Legutóbb Gyarmati Béla miskolci íróról jelent meg esszékötete Az elegáns bozótharcos címmel, Herendi Kiadó 2010)
2006-ban jelent meg meseregénye (A varázsló vendégei Alterra Kiadó, 2006.), amelynek részleteit antológiákban már olvashattuk. Ifjúkori színházi kalandozásainak eredménye néhány színpadi játék, forgatókönyv, ezek közül az Aquincumi passió című darabot, illetve frissebb budavári változatát több éve játsszák. (Ennek első szövegkönyve olvasható az Aquincumi ősz c. kötetben.) 2009 óta nagy sikerrel játsszák a Sógort Jupiternek c. vígjátékát.
Nem tartoznak ugyan tevékenysége centrumába, de megemlíthetők még műfordításai is, elsősorban kortárs görög szerzők verseit ültette át magyarra (Lena Pappa, Harisz Vlavianosz, Vaszilisz Niciakosz, Jannisz Mociosz, stb.). Mociosz magyar nyelvű kötetének (Ithaka) gerincét az ő fordításai adják. Az utóbbi évben félkötetnyi verset fordított le walesi munkásköltők szövegeiből, ezek nagy része az internetes Világszabadság folyóiratban olvasható.
Művei szórványosan bolgár, francia, görög, román fordításban is lappanganak, kötetben egyelőre nem szerepelnek.
Életrajza szerepel a Ki kicsoda legutóbbi három kiadásában, illetve a Ki kicsoda Európában? c. kiadványban.
Nem tartozik a tárgyhoz, de az életműhöz azonban feltétlenül, hogy több fontos szakcikket is írt pályája során, ezek közül a Népművelés című lapban megjelent A gyár előszobája, illetve a Lakótelepi tájékoztató-szolgáltató központ című tanulmányait, illetve a Szakszervezeti szemlében megjelent A nyitott ház kísérletek nyomán kialakítható közművelődési modellek c. összefoglaló munkáját említjük meg.

## Magánélete
1972-ben feleségül vette Herczeg Juditot. Házasságukból két fiúgyermek született: Bálint (1975) és András (1980). Két unokája Bertalan és Barnabás.

## Művei

### Megjelent könyvei
- Idegenvezetés; Neapolis, Bp., 1993
- A láthatatlan kert. Versek; Littera Nova, Bp., 1994 (Kortárs magyar írók sorozat)
- Aquincumi ősz; Littera Nova, Bp., 1998
- Visszatérés Na’Conxipánba; Littera Nova, Bp., 1998
- Varga Rudolf, a pimasz p/r/olihisztor; Bíbor, Miskolc, 2000
- Vándorok nem raknak várat; Littera Nova, Bp., 2000 (Új versek)
- Kérdezd meg Bulendát! Sörkeksz a Vakegérből; KKDSZ, Bp., 2002
- Falfirkák a közfürdőből. Új versek; szerzői, Bp., 2004 (Z)
- Még egy kört, Bulenda! Sörkeksz a vakegérből II.; KKDSZ, Bp., 2004
- Beküldjem értetek a medvét?. Prózatekercs; Littera Nova, Bp., 2004
- A varázsló vendégei. Mesefüzér; Alterra, Bp., 2006
- Óbuda itt, belül. Válogatott versek; Littera Nova, Bp., 2006
- Az esti tűznél találkozunk. A Nagy Lajos Irodalmi és Művészeti Társaság antológiája; szerk. Gyimesi László, Rigó Béla, Szepes Erika; Nagy Lajos Irodalmi és Művészeti Társaság, Bp., 2007
- Az eldöntött idő. Új versek; Littera Nova, 2007 (Új versek)
- A póttartalékos pokoljárása. Kísérlet Varga Rudolf prózai munkáinak megközelítésére; Orpheusz, Bp., 2008
- Benéz a szörny is; Littera Nova, Bp., 2008 (Új versek)
- Akkor most repültem, vagy nem repültem?. Naná, hogy regény; Littera Nova, Bp., 2008
- Az elegáns bozótharcos. Esszé Gyarmati Béla életművéről; Herendi 2004, Miskolc, 2010
- Az ember, aki lejött a hegyről. Egyszerű történet. Regény; Littera Nova, Bp., 2012
- Táviratok Na'Conxipánból; Littera Nova, Bp., 2013 (Új versek)
- Ez egy másik folyó. Versek; Littera Nova, Bp., 2013 (Új versek)
- Rondó a vadonban. A Nagy Lajos Társaság antológiája, 2013; szerk. Szepes Erika, Gyimesi László, Stramszky Márta; Cédrus Művészeti Alapítvány–Napkút, Bp., 2013
- Világárnyék. A Nagy Lajos Irodalmi és Művészeti Társaság antológiája, 2014; szerk. Szepes Erika, Szerdahelyi István, Gyimesi László; Hét Krajcár, Bp., 2014
- Pannon szabadtér. Versek és színjátékok; Óbuda-Békásmegyer Önkormányzata, Bp., 2015
- Sárkánytorkú ősz. Válogatott és új versek; Hungarovox, Bp., 2018

### Színdarabok
- 1969 – Miért vagyunk felelősek?
- 1990 – Aquincumi passió
- 2010 – Sógort Jupiternek
- 2011 – Saturnalia, avagy kölcsön kenyér visszajár
- 2015 – A kiskakas gyémánt félkrajcárja (Bor Viktor zenéjével) 2015

## Díjak, elismerések
- Aquincumi Költőverseny aranykoszorúja (I. díj) négy alkalommal.
- Aquincumi Költőverseny ezüstkoszorúja (II. díj) egy alkalommal
- Aquincumi Költőverseny bronzkoszorúja (III. díj) egy alkalommal
- Quasimodo Költői Verseny elismerő oklevele nyolc alkalommal
- Nagy Lajos Emlékplakett két alkalommal
- Pro Meritis Díj (2008)
- Óbuda Kultúrájáért-díj (2010)
- Gábor Andor-díj (2012)
- Krúdy-emlékérem (2013)
- Pro Óbuda Díj (2015)

## Szervezetek, melyeknek tagja
- Magyar Írószövetség
- Nagy Lajos Irodalmi és Művészeti Társaság
- Óbudai Múzeum Közalapítvány Kuratóriuma
- Kincskereső Alapítvány Kuratóriuma
- Nagy Lajos Alapítvány Kuratóriuma
- Aquincumi Baráti kör
- Litera Nova Művelődési kör